# Georges Perec
Georges Perec (ur. 7 marca 1936 w Paryżu, zm. 3 marca 1982 w Ivry-sur-Seine) – francuski eseista, pisarz i filmowiec eksperymentalny, zaliczany do grona najważniejszych współczesnych twórców. Członek grupy literackiej OuLiPo.

## Życiorys
Perec urodził się w dzielnicy robotniczej w Paryżu w rodzinie polskich Żydów: Icka Judko Perca z Lubartowa i Cyrli Szulewicz z Warszawy, którzy w 1920 roku wyemigrowali do Francji. Ojciec Pereca zaciągnął się do armii francuskiej podczas II wojny światowej, umarł w 1940 r. w wyniku odniesionych obrażeń, a jego matka zginęła w niemieckim obozie koncentracyjnym – prawdopodobnie w Auschwitz w 1943 r. W 1942 r. Perec trafił pod opiekę wujostwa ze strony ojca.
Perec zaczynał jako eseista i recenzent we francuskiej magazynie literackim – Nouvelle Revue Française oraz Les Lettres nouvelles. Publikował już podczas studiów historycznych i socjologicznych na Uniwersytecie Paryskim. W latach 1958–1959 służył w wojsku jako spadochroniarz, następnie ożenił się z Paulette Petras. Spędzili rok w Safakis (Tunezja), gdzie Paulette pracowała jako nauczycielka. Te wydarzenia stanowiły inspirację do napisania przez Pereca powieści Rzeczy (1965). W 1961 roku Perec rozpoczął pracę w bibliotece w Laboratorium Badań Neurofizjologicznych i dołączył do Szpitala Saint-Antoine jako archiwista, było to nisko opłacane stanowisko, które zachował aż do 1978 roku. Duży wpływ na twórczość literacką Pereca miała grupa OuLiPo, do której dołączył w 1967 roku. Wtedy też poznał Raymond Queneau, założyciela OuLiPo. Perec dedykował mu swoją książkę Życie instrukcja obsługi (Queneau zmarł zanim została opublikowana).
W 1981 roku, podczas pobytu w Australii, pracował nad niedokończoną powieścią 53 dni. Wkrótce po powrocie z Australii, jego stan zdrowia pogorszył się. Perec był nałogowym palaczem ze zdiagnozowanym rakiem płuc. Rok później zmarł. Jego prochy znajdują się w kolumbarium na cmentarzu Père-Lachaise.

## Twórczość
Perec jest uważany za najważniejszego eksperymentatora formalnego w literaturze II połowy XX wieku. Udanie łączył wątki autobiograficzne (jak w Rzeczach) z eksperymentami (najbardziej skrajny przykład to La Disparition), zachowując przy tym zwartą, logicznie zamkniętą, fabułę dzieła. Przyjęta przez Pereca koncepcja literatury powoduje olbrzymie problemy przy przekładzie – niektóre z jego utworów mogą funkcjonować praktycznie jedynie w języku francuskim, co jest główną przyczyną słabej znajomości twórczości Pereca w Polsce – z bogatego dorobku pisarza przetłumaczono na język polski ledwie kilka pozycji. W roku 2012 wydano zbiór esejów Pereca, obejmujący niemal całość jego pomniejszych dzieł.
Perec zajmował się również przemysłem filmowym. Swój pierwszy film Człowiek, który śpi nakręcił na podstawie napisanej przez siebie powieści – Człowiek, który śpi. Film został nagrodzony Prix Jean Vigo w 1974 roku.
Powieść Życie instrukcja obsługi przyniosła Perecowi spory sukces nie tylko literacki, ale i finansowy, co umożliwiło mu tworzenie w pełnym wymiarze czasowym.
La Disparition (1969) to lipogram – w książce nie użyto słów zawierających literę „e”. Tytułowy „zanik” (lub jak w angielskim przekładzie: „pustka”) nie oznacza tylko rezygnacji z liter, jest to przede wszystkim metafora doświadczenia żydowskiego w czasie II wojny światowej, a także zanik samego autora – wystarczy zwrócić uwagę na to, ile razy w słowach „Georges Perec”, pojawia się litera „e”.
W albo wspomnienie z dzieciństwa (1975) jest to praca częściowo autobiograficzna, jednak trudno jest ją jednoznacznie sklasyfikować. Jerzy Franczak napisał, że jest to „(…) rekonstrukcja pierwszych lat życia jest próbą przepracowania wczesnych traum, związanych ze śmiercią ojca (podczas strzelaniny) i matki (w obozie zagłady) oraz z wojenną tułaczką chłopca po domach rozlicznych ciotek. Perec nie byłby jednak sobą, gdyby materiału wspomnieniowego nie uczynił przedmiotem literackiej gry. Rzecz zaczyna się urwaną opowieścią Gasparda Winklera, znanego z innych powieści tego autora, a w drugiej części książki przed zdumionym czytelnikiem otwiera się iście utopijna wizja samotnej wyspy, zwanej po prostu W, na której panuje idealny ład. Wyspa, wymyślona przez nastoletniego Georges’a, wydaje się z początku krainą czystej fantazji, zapewniającą schronienie przed okrutną rzeczywistością. Jednak utopijne rojenie przechodzi z wolna w swoje przeciwieństwo. Mieszkańcy W oddają się z upodobaniem grom i ćwiczeniom ruchowym, ich życie reguluje sportowa dyscyplina i kult tężyzny fizycznej. Ten olimpijski ideał ujawnia rychło rys totalitarny: obóz szkoleniowy przekształca się z wolna w obóz zagłady. Zestawienie narracji wspomnieniowej oraz awanturniczej opowieści o nieistniejącej wyspie jest niezwykle frapujące, co więcej, staje się ono osobnym przedmiotem rozważań (w powieści współistnieją aż trzy kroje pisma…). Pamięć przechowuje traumy, a równocześnie uniemożliwia do nich prosty, bez problematyczny dostęp. Powieść Pereca – wielowarstwowa i skomplikowana, a zarazem klarowna i napisana uwodzicielsko prostą francuszczyzną (nie lada wyzwanie dla tłumacza!) – stanowi oryginalną odpowiedź na jej wezwanie”.

## Nagrody
- 1965 Prix Renaudot
- 1974 Jean Vigo Prix
- 1978 Prix Médicis

## Wyróżnienia
- Asteroida nr 2817, odkryta w 1982 r., została nazwana Perec.
- Jedna z ulic 20. dzielnicy Paryża jako nazwę przyjęła jego imię i nazwisko.
- Francuska poczta wydała znaczek na jego cześć.

## Dzieła (wybór)
- Rzeczy, tłum. Anna Tatarkiewicz, wyd. Lokator (Les Choses. Une histoire des années soixante, 1965)
- Człowiek, który śpi, tłum. Anna Wasilewska, wyd. Lokator (Un Homme qui dort(inne języki), 1967)
- Cóż to za motorowerek z chromowaną kierownicą tam w głębi podwórza?, tłum. René Koelblen i Stanisław Waszak, wyd. Lokator (Quel petit vélo à guidon chromé au fond de la cour ?, 1966)
- O sztuce oraz sposobach usidlenia kierownika działu w celu upomnienia się o podwyżkę, tłum. Wawrzyniec Brzozowski, wyd. W.A.B. (L'art et la manière d'aborder son chef de service pour lui demander une augmentation, 1968)
- Zniknięcia, tłum. René Koelblen i Stanisław Waszak, wyd. Lokator (La Disparition, 1969)
- Przestrzenie, tłum. Agnieszka Daniłowicz Grudzińska, wyd. Lokator (Espèces d'espaces(inne języki), 1974)
- W albo wspomnienie z dzieciństwa, tłum. Wawrzyniec Brzozowski, wyd. Lokator (W ou le souvenir d’enfance, 1975)
- Pamiętam że, tłum. Krzysztof Zabłocki, wyd. Lokator (Je me souviens, 1978)
- Życie instrukcja obsługi, tłum. Wawrzyniec Brzozowski (La Vie mode d’emploi. Roman, 1978)
- Gabinet kolekcjonera, tłum. Wawrzyniec Brzozowski, wyd. Lokator (Un Cabinet d’amateur, 1979)
- Teatr I, tłum. Jacek Olczyk, wyd. Lokator (Théâtre I, 1981) – zawiera utwory: Podwyżka oraz Schowek Parmentier
- Kondotier, tłum. Marzena Chrobak, Wydawnictwo Uniwersytetu Jagiellońskiego – „pierwsza skończona powieść”, jaką udało mu się napisać, odnaleziona trzydzieści lat po śmierci autora (3 marca 1982),

Eseje wydane po polsku w tomie Urodziłem się. Eseje (tłum. zbiorowe, wyd. Lokator, 2012):
- Penser/Classer (1985)
- L’infra-ordinaire (1989)
- Je suis né (1990)
- Cantatrix sopranica L. (1991)
- Histoire du lipogramme
- La Chose
- J’aime, je n’aime pas

## Filmy
- Człowiek, który śpi, 1974 (z Bernard Queysanne)
- Les Lieux d’une fugue, 1975
- Série noire (Alain Corneau, 1979)
- Ellis Island